# Monetita
La monetita es la forma mineral del fosfato dicálcico, y perteneciente a la clase de los minerales fosfatos . Fue descubierta en el islote Monito, Mayagüez, en Puerto Rico, y recibe su nombre de este islote.

## Características
La monetita es un fosfato de fórmula química CaHPO₄. Cristaliza en el sistema triclínico en cristales euhédricos de hasta 7 cm, típicamente agregados en costras. Suele tomar colores entre blanco, amarillo o incoloro. Su dureza en la escala de Mohs es 3,5 y su densidad 2,929 g/cm³.
Según la clasificación de Nickel-Strunz, la monetita se clasifica como "08. AD - Fosfatos, etc. sin aniones adicionales, deshidratado, sólo con cationes de gran tamaño" junto con 29 minerales más.

## Aplicaciones

### Medicina
La monetita es una fase única de fosfato de calcio que se utiliza cada vez más como biomaterial para implantes médicos en ortopedia debido a sus propiedades de osteointegración y osteoconducción. Tales aplicaciones incluyen cementos óseos, recubrimientos de implantes, gránulos para relleno de defectos y andamios.

## Formación y yacimientos
La monetita se forma como revestimiento y cemento a causa de la fosfatización de las rocas sedimentarias inducida por el guano y también como revestimiento en minerales fosfatos de pegmatitas graníticas.
Se han descubierto yacimientos de monetita en
- islote Monito, en Puerto Rico
- Ceru Colorado, en Aruba
- San Salvador, en las Bahamas
- Los Monjes, en Venezuela
- California, en Estados Unidos
- Ática, en Grecia
- Aggtelek, en Hungría
- Islas Fénix, en Kiribati
- Usakos, en Namibia
- Isla Ascensión
- Río Grande del Norte, en Brasil
- Cocklebiddy Roadhouse, en Australia
- Borneo, en Malasia.[1]